# Тоант (син Борисфена)
Тоант — син Борисфена (Дніпра), цар Тавріди, куди Артеміда перенесла Іфігенію, врятувавши від жертовного ножа.
В античній міфології Тоант або Тоас був правителем Тавріди, давньої держави в Криму. Був персонажем п'єси Евріпіда «Іфігенія серед таврів».
Згідно з давньогрецьким граматиком Антоніна Ліберала Тоант був сином Бористена, бога Дніпра.
Тоанта вбили Орест і Хріс під час викрадення статуї Артеміди в Тавріді